# Дюкосово
Дюкосово — деревня в Грязовецком районе Вологодской области России.
Входит в состав Перцевского муниципального образования, с точки зрения административно-территориального деления — в Перцевский сельсовет.
Расстояние по автодороге до районного центра Грязовца — 4 км, до центра муниципального образования Слободы — 6 км. Ближайшие населённые пункты — Яковлевка, Девять Изб, Камешник.
По переписи 2002 года население — 11 человек.